# Discografia lui Hadise
Discografia interpretei belgiene Hadise se compune din doisprezece discuri single și trei albume de studio.
Aceasta a devenit faimoasă în urma lansării materialului discografic de debut, Sweat. De pe disc au fost extrase cinci discuri single, toate obținând clasări de top 50 în Flandra, cele mai bine poziționate cântece fiind „Stir Me Up”, „Milk Chocolate Girl” și „Bad Boy”. Cel de-al doilea album de studio, Hadise, a fost lansat atât în Belgia cât și în Turcia, acesta include primul hit de top 10 al artistei în Ultratop 50, „My Body”. De asemenea, mateirialul conține trei piese de top 20 în Turcia.
În anul 2009, Hadise a reprezentat Turcia la Concursul Muzical Eurovision cu piesa „Düm Tek Tek”, obținând treapta cu numărul 4 în clasamentul final. În urma suucesului experimentat la spectacolul din Rusia, cântecul a intrat devenit cunoscut în numeroase țări europene. „Düm Tek Tek” este și primul extras pe single al celui de-al treilea album de studio al interpretei, Fast Life. Primul material discografic de studio al artistei în limba turcă, Kahraman, a fost lansat la sfârșitul lunii iunie a anului 2009 în țara sa de origine.

## Albume
| Anul             | Informații | Clasări     | Clasări          | Referințe     |
| Anul             | Informații | Ultratop 50 | Belgische Albums | Referințe     |
| ---------------- | --- | ----------- | ---------------- | ------------- |
| Albume de studio | |             |                  |               |
| 2005             | Sweat - Primul album de studio - Lansat doar în Belgia. - Lansat: 4 noiembrie 2005                                   | 52          | 17               | [ 1 ] [ 15 ]  |
| 2008             | Hadise - Al doilea album de studio - Lansat în Belgia și Turcia. - Lansat: 6 iunie 2008                              | 19          | 6                | [ 16 ] [ 17 ] |
| 2009             | Fast Life - Al treilea album de studio - Lansat doar în Belgia. - Lansat: 11 mai 2009                                | 16          | 8                | [ 18 ] [ 19 ] |
| 2009             | Kahraman - Al patrulea album de studio - Lansat doar în Turcia. - Vânzări în Turcia: 20.000; - Lansat: 21 iunie 2009 | —           | —                | [ 14 ] [ 21 ] |

## Discuri single
| Anul | Single                                    | Poziția maximă | Poziția maximă | Poziția maximă | Poziția maximă | Poziția maximă | Poziția maximă | Poziția maximă | Album     |
| Anul | Single                                    | FLA            | VAL            | TUR            | GRE            | SUE            | ELV            | UK             | Album     |
| ---- | ----------------------------------------- | -------------- | -------------- | -------------- | -------------- | -------------- | -------------- | -------------- | --------- |
| 2004 | „Sweat”                                   | 19             | —              | —              | —              | —              | —              | —              | Sweat     |
| 2005 | „Stir Me Up”                              | 22             | —              | —              | —              | —              | —              | —              | Sweat     |
| 2005 | „Milk Chocolate Girl”                     | 13             | —              | —              | —              | —              | —              | —              | Sweat     |
| 2006 | „Ain't No Love Lost”                      | 45             | —              | —              | —              | —              | —              | —              | Sweat     |
| 2006 | „Bad Boy”                                 | 22             | —              | —              | —              | —              | —              | —              | Sweat     |
| 2007 | „A Good Kiss”                             | 28             | —              | 6              | —              | —              | —              | —              | Hadise    |
| 2006 | „My Body”                                 | 8              | —              | —              | —              | —              | —              | —              | Hadise    |
| 2006 | „My Man and the Devil on His Shoulder”[A] | 59             | —              | —              | —              | —              | —              | —              | Hadise    |
| 2006 | „Deli Oğlan”[B]                           | —              | —              | 3              | —              | —              | —              | —              | Hadise    |
| 2006 | „Așkkolik”[B]                             | —              | —              | 17             | —              | —              | —              | —              | Hadise    |
| 2009 | „Düm Tek Tek”                             | 1              | 24             | [*]            | 2              | 12             | 73             | 127            | Fast Life |
| 2009 | „Fast Life” [A]                           | 52             | —              | —              | —              | —              | —              | —              | Fast Life |
| 2009 | „Evlenmeliyiz”[B]                         | —              | —              | 6              | —              | —              | —              | —              | Kahraman  |

Note
- A ^ Lansat doar în Belgia.
- B ^ Lansat doar în Turcia.
- * ^ În Turcia „Düm Tek Tek” a primit difuzări atât din partea posturilor de ratio ce promovează muzica națională, cât și de cele care difuzează cântece internaționale. Piesa nu a obținut clasări de top 20 în nicunul dintre cele două clasamente ale Turciei (național și internațional), distribuitorul Billboard făcând publice doar primele douăzeci de locuri.